# Universitatea Națională din Río Cuarto
Universitatea Națională din Río Cuarto (Universidad Nacional de Río Cuarto) este o universitate fondată în anul 1971 în Río Cuarto, Argentina.